# Edinburgh Comedy Awards
De Edinburgh Comedy Awards, voorheen de Perrier Comedy Awards en korte tijd if.comeddies en if.comedy Awards, zijn prijzen die jaarlijks wordt toegekend aan de beste comedyshows op de Edinburgh Festival Fringe. Het zijn de bekendste comedyprijzen van het Edinburgh Festival.

## Geschiedenis
De te winnen prijs bestond aanvankelijk uit een week lang optreden in het New End Theatre in Hampstead en een klein geldbedrag. Nu krijgen winnaars 10.000 pond en het aanbod op te treden op een Just for Laughs Comedy Festival. In 1992 werd een prijs voor beste nieuwkomer geïntroduceerd en in 2006 een panelprijs.
Tot aan 2005 werden de prijzen gesponsord door mineraalwaterfabrikant Perrier. De naam "if.comedy awards" was afgeleid van de Schotse bank Intelligent Finance, ook bekend onder hun domeinnaam if.com. Deze bank sponsorde de prijzen van 2006 tot en met 2008, in 2006 onder de naam "if.comeddies".

## Winnaars
| Als de Perrier Comedy Awards | Als de Perrier Comedy Awards                                                                                 | Als de Perrier Comedy Awards                                | Als de Perrier Comedy Awards | Als de Perrier Comedy Awards |
| Jaar                         | Winnaar hoofdprijs                                                                                           | Winnaar "beste nieuwkomer"                                  | Winnaar panelprijs           |                              |
| ---------------------------- | --- | ----------------------------------------------------------- | ---------------------------- | ---------------------------- |
| 1981                         | De Cambridge Footlights: Stephen Fry, Hugh Laurie, Tony Slattery, Emma Thompson, Penny Dwyer en Paul Shearer |                                                             |                              |                              |
| 1982                         | Writers Inc.                                                                                                 |                                                             |                              |                              |
| 1983                         | Los Trios Ringbarkus                                                                                         |                                                             |                              |                              |
| 1984                         | The Brass Band                                                                                               |                                                             |                              |                              |
| 1985                         | Theatre De Complicité                                                                                        |                                                             |                              |                              |
| 1986                         | Ben Keaton - Intimate Memoirs of an Irish Taxidermist                                                        |                                                             |                              |                              |
| 1987                         | Brown Blues: Arnold Brown, Barb Jungr en Michael Parker                                                      |                                                             |                              |                              |
| 1988                         | Jeremy Hardy                                                                                                 |                                                             |                              |                              |
| 1989                         | Simon Fanshawe                                                                                               |                                                             |                              |                              |
| 1990                         | Sean Hughes - A One Night Stand                                                                              |                                                             |                              |                              |
| 1991                         | Frank Skinner                                                                                                |                                                             |                              |                              |
| 1992                         | Steve Coogan - In Character with John Thomson                                                                | Harry Hill - Flies!                                         |                              |                              |
| 1993                         | Lee Evans | Dominic Holland - Red Hot Dutch with Dominic                |                              |                              |
| 1994                         | Lano and Woodley                                                                                             | Scott Capurro - Risk Gay                                    |                              |                              |
| 1995                         | Jenny Eclair - Prozac and Tantrums                                                                           | Tim Vine - The Tim Vine Fiasco                              |                              |                              |
| 1996                         | Dylan Moran                                                                                                  | Milton Jones - The Head                                     |                              |                              |
| 1997                         | The League of Gentlemen                                                                                      | Arj Barker - Letter to America                              |                              |                              |
| 1998                         | Tommy Tiernan - Undivine Comedy                                                                              | The Mighty Boosh                                            |                              |                              |
| 1999                         | Al Murray - And a Glass of White Wine for the Lady                                                           | Ben 'n' Arn - Big Top                                       |                              |                              |
| 2000                         | Rich Hall - Otis Lee Crenshaw                                                                                | Noble & Silver                                              |                              |                              |
| 2001                         | Garth Marenghi's Netherhead: Matthew Holness, Richard Ayoade en Alice Lowe                                   | Garth Cruickshank & Eddie McCabe - Let's Have a Shambles    |                              |                              |
| 2002                         | Daniel Kitson - Something                                                                                    | The Consultants - Finger in the Wind                        |                              |                              |
| 2003                         | Demetri Martin - If I...                                                                                     | Gary Le Strange - Polaroid Suitcase                         |                              |                              |
| 2004                         | Will Adamsdale - Jackson's Way                                                                               | Wil Hodgson - The Passion of the Hodgson                    |                              |                              |
| 2005                         | Laura Solon - Kopfraper's Syndrome                                                                           | Tim Minchin - Darkside                                      |                              |                              |
| Als de if.comeddies          | |                                                             |                              |                              |
| Jaar                         | Winnaar hoofdprijs                                                                                           | Winnaar "beste nieuwkomer"                                  | Winnaar panelprijs           |                              |
| 2006                         | Phil Nicol - The Naked Racist                                                                                | Josie Long - Kindness and Exuberance                        | Mark Watson                  |                              |
| Als de if.comedy Awards      | |                                                             |                              |                              |
| Jaar                         | Winnaar hoofdprijs                                                                                           | Winnaar "beste nieuwkomer"                                  | Winnaar panelprijs           |                              |
| 2007                         | Brendon Burns - So I Suppose THIS is Offensive Now                                                           | Tom Basden - Won't Say Anything                             | Arthur Smith                 |                              |
| 2008                         | David O'Doherty - Let's Comedy                                                                               | Sarah Millican - Not Nice                                   | iedereen die optrad          |                              |
| 2009                         | Tin Key - The Slutcracker                                                                                    | Jonny Sweet - Mostly About Arthur                           | Peter Buckley-Hill           |                              |
| 2010                         | Russell Kane - Smokescreens and Castles                                                                      | Roisin Conaty - Hero, Warrior, Fireman, Liar                | Bo Burnham                   |                              |
| 2011                         | Adam Riches - Bring Me the Head of Adam Riches                                                               | Humphrey Ker - Humphrey Ker is Dymock Watson: Nazi Smasher! |                              |                              |
| 2012                         | Doctor Brown - Befrdfgth                                                                                     | Daniel Simonsen - Champions                                 |                              |                              |
| 2013                         | Bridget Christie - A Bic for Her                                                                             | John Kearns - Sight Gags for Perverts                       | Adrienne Truscott            |                              |
| 2014                         | John Kearns - Shtick                                                                                         | Alex Eedelman - Millennial                                  | Funz and Gamez               |                              |
| 2015                         | Sam Simmons - Spaghetti for Breakfast                                                                        | Sofie Hagen - Bubblewrap                                    | Karen Koren                  |                              |